# Calcutta High Court

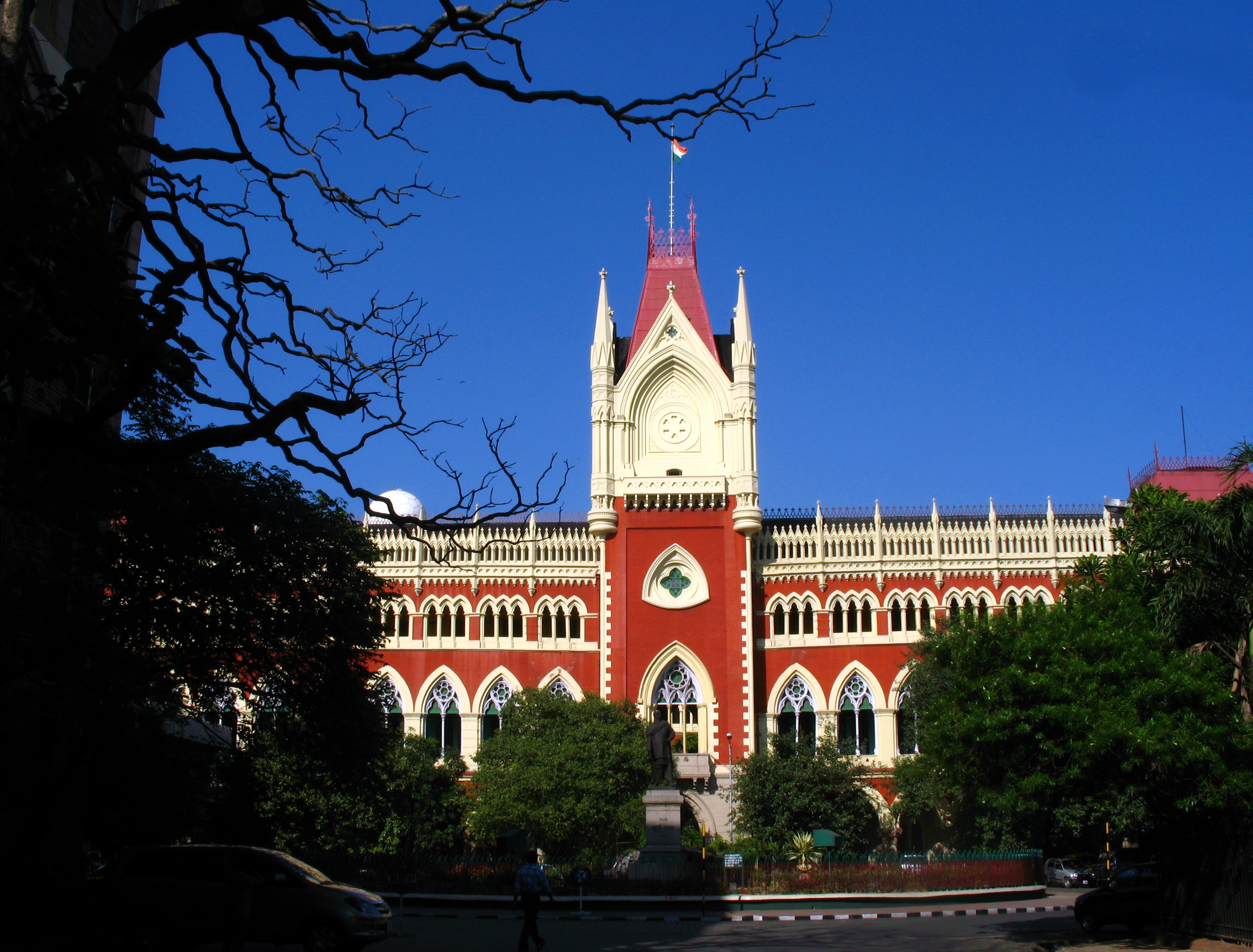
Calcutta High Court

Der Calcutta High Court ist der älteste High Court in Indien.
Er wurde aufgrund des High Courts Act, 1861 geschaffen und nahm am 1. Juli 1862 seine Arbeit auf. Sein Zuständigkeitsbereich umfasst den Bundesstaat Westbengalen und das Unionsterritorium Andamanen und Nikobaren. Der Hauptsitz ist in Kolkata und es gibt eine Außenstelle in Port Blair. Der Calcutta High Court ist derzeit mit 63 Richtern besetzt. Längstamtierender Chief Justice (Präsident) war Sankar Prasad Mitra. Trotz der offiziellen Namensänderung der Stadt im Jahr 2001 hat das Gericht als Institution seinen alten Namen beibehalten.
Das Gerichtsgebäude wurde 1872 im neogotischen Stil in der Form eines Belfried erbaut.
Am 20. Juli 2016 brachte die indische Regierung eine Gesetzesvorlage (High Courts (Alteration of Names) Bill, 2016) in die Lok Sabha ein, nach der der Calcutta High Court künftig in Kolkata High Court umbenannt werden soll. Die Richter am Calcutta High Court sprachen sich gegen die Aufgabe des seit 150 Jahren in Gebrauch befindlichen historischen Namens aus. Dagegen wurde argumentiert, dass die bengalische Bevölkerung schon immer von Kolkata High Court gesprochen habe, auch wenn die offizielle Bezeichnung das englische Calcutta gewesen sei.